# アレッポ 最後の男
『アレッポ 最後の男』（アレッポさいごのおとこ、آخر الرجال في حلب）は、2017年のデンマーク・シリア合作のドキュメンタリー映画。監督はフィラス・ファヤード。内戦中のアレッポを記録するものであり、ホワイト・ヘルメットの任務に焦点が当てられる。
2017年1月にサンダンス映画祭でプレミア上映され、ワールド・ドキュメンタリー審査員大賞を受賞した。また第90回アカデミー賞長編ドキュメンタリー映画賞にノミネートされている。
日本では2017年5月23日にNHK BS1で初放送された。また同年9月30日には国連UNHCR難民映画祭で『アレッポ 最後の男たち』の題で上映された。2018年10月にはスタンド・ウィズ・シリア・ジャパン主催イベントにおいて上映され、映像監督（シネマトグラフィ）のファディ・アル=ハラビーがスカイプ登壇した。2年半かかった撮影の苦労や、映画制作にあたりロシア・アサド政権側のプロパガンダにより、撮影クルーが命を狙われ、中には命を落としたクルーもいたことを聴衆に訴えた。